# Symbol Technologies
Symbol Technologies — виробник і постачальник обладнання для мобільного збору даних. Компанія спеціалізується в штрихкодах, сканерах, мобільних систем, RFID систем і бездротових мережах. Була придбана компанією Motorola.